# 圣经全景
圣经全景（Bibliorama）是一座2015年开放的圣经博物馆，位于德国斯图加特的 Büchsenstraße 大街37号。展区面积近600平方米。博物馆由符腾堡福音教会与符腾堡圣经协会合作赞助。每年约40万欧元的费用由地区教会承担。策展人是苏珊娜·克劳森。
与大多数以手稿或历史书籍为重点的圣经博物馆不同，该馆只有少量历史展品。展览的中心是十五个圣经人物，每个人代表了圣经中的某种经历。例如，怀孕的撒拉，和亚伯拉罕一起前往未知的国度。游客可以像大卫一样用激光竖琴创作音乐，也可以自己创作圣歌。
“索菲亚”，人格化的智慧，由一位在火炉旁的士瓦本家庭主妇象征，她虔诚勤奋地研读《圣经》，甚至在厨房前的毛巾上放着圣经格言。因此，展览体现符腾堡州的地方色彩，以及斯图加特作为圣经之城（德国圣经协会和天主教圣经机构所在地）的重要性。
圣经全景因其现代、参与式的设计理念，而荣获2017年德国设计奖-优秀通信设计奖。